# 1171
Il 1171 (MCLXXI in numeri romani) è un anno  del XII secolo.

## Eventi
- Bari, Italia - Viene ultimata la costruzione della chiesa di San Sabino
- Egitto, Siria e Arabia - L'ayyubide Saladino, in qualità di wasita, dichiara estinto il califfato (Imamato) dei Fatimidi, restaurando il potere sunnita
- Galles - Rhys ap Gruffydd accetta i negoziati con Enrico II d'Inghilterra
- Serbia - Stefan Nemanja inizia il suo regno solitario
- Spagna - Alfonso II d'Aragona conquista Caspe e Teruel
- Irlanda - I Normanni invadono la parte orientale dell'isola su ordine di Enrico II approfittando della debolezza del re del Leinster Diarmait MacMurrough e iniziando 8 secoli di conflitti e guerre fra inglesi e irlandesi
- Venezia, Costantinopoli - Guerra tra Venezia e Bisanzio (1171-1175): il 12 marzo, in un solo giorno, tutti i veneziani residenti nell'impero bizantino vengono arrestati. Per rappresaglia, i veneziani saccheggiano le isole di Chio e di Lesbo.

## Nati
- 15 agosto - Alfonso IX di León, sovrano († 1230)
- Agnese di Francia, imperatrice bizantina († 1240)
- Gastone VI di Béarn, francese († 1214)
- Guglielmo I di Béarn, francese († 1224)
- Matilda di Chester, nobildonna britannica († 1233)
- Sadīd al-Dīn Muḥammad 'Awfī, scrittore persiano
- Saionji Kintsune, militare giapponese († 1244)
- Al-'Aziz Uthman, sultano († 1198)
- Minamoto no Michitomo, poeta giapponese († 1227)
- Fujiwara no Toshinari no Musume, poetessa giapponese († 1251)

## Morti
- 20 febbraio - Conan IV di Bretagna, conte (n. 1138)
- 3 aprile - Philippe de Milly, cavaliere medievale francese
- 1º maggio - Diarmuid Mac Murchadha Caomhánach, re
- 21 maggio - Guglielmo Tornielli, vescovo cattolico italiano
- 21 giugno - Walter de Luci, abate normanno (n. 1103)
- 29 giugno - Guglielmo I di Ponthieu, nobile francese
- 8 agosto - Enrico di Blois, abate e vescovo cattolico normanno (n. 1100)
- 11 agosto - Luigi I di Loon, nobile tedesco
- 13 settembre - Al-'Adid, sovrano egiziano (n. 1151)
- 2 novembre - Dioniso bar Salibi, vescovo cristiano orientale, scrittore e santo siro
- Acardo di San Vittore, teologo, filosofo e vescovo cattolico francese
- Arcimbaldo VII di Borbone, nobile francese
- Baldovino IV di Hainaut, conte (n. 1110)
- Rabbenu Tam, rabbino francese (n. 1110)
- Michele Dagomari, mercante italiano
- Fulk I FitzWarin, tedesco (n. 1115)
- Gunther di Rethel, nobile
- Pierre de La Châtre, arcivescovo cattolico francese
- Sofronio III di Alessandria, arcivescovo ortodosso egiziano
- Yesugei, generale e condottiero mongolo (n. 1134)

## Calendario
| Calendario 1171 | Calendario 1171 | Calendario 1171 | Calendario 1171 | Calendario 1171 | Calendario 1171 | Calendario 1171 | Calendario 1171 | Calendario 1171 | Calendario 1171 | Calendario 1171 | Calendario 1171 | Calendario 1171 | Calendario 1171 | Calendario 1171 | Calendario 1171 | Calendario 1171 | Calendario 1171 | Calendario 1171 | Calendario 1171 | Calendario 1171 | Calendario 1171 | Calendario 1171 | Calendario 1171 | Calendario 1171 | Calendario 1171 | Calendario 1171 | Calendario 1171 | Calendario 1171 | Calendario 1171 | Calendario 1171 | Calendario 1171 | Calendario 1171 |
| --------------- | --------------- | --------------- | --------------- | --------------- | --------------- | --------------- | --------------- | --------------- | --------------- | --------------- | --------------- | --------------- | --------------- | --------------- | --------------- | --------------- | --------------- | --------------- | --------------- | --------------- | --------------- | --------------- | --------------- | --------------- | --------------- | --------------- | --------------- | --------------- | --------------- | --------------- | --------------- | --------------- |
|                 | 1               | 2               | 3               | 4               | 5               | 6               | 7               | 8               | 9               | 10              | 11              | 12              | 13              | 14              | 15              | 16              | 17              | 18              | 19              | 20              | 21              | 22              | 23              | 24              | 25              | 26              | 27              | 28              | 29              | 30              | 31              |                 |
| Gennaio         | Ve              | Sa              | Do              | Lu              | Ma              | Me              | Gi              | Ve              | Sa              | Do              | Lu              | Ma              | Me              | Gi              | Ve              | Sa              | Do              | Lu              | Ma              | Me              | Gi              | Ve              | Sa              | Do              | Lu              | Ma              | Me              | Gi              | Ve              | Sa              | Do              |                 |
| Febbraio        | Lu              | Ma              | Me              | Gi              | Ve              | Sa              | Do              | Lu              | Ma              | Me              | Gi              | Ve              | Sa              | Do              | Lu              | Ma              | Me              | Gi              | Ve              | Sa              | Do              | Lu              | Ma              | Me              | Gi              | Ve              | Sa              | Do              |                 |                 |                 |                 |
| Marzo           | Lu              | Ma              | Me              | Gi              | Ve              | Sa              | Do              | Lu              | Ma              | Me              | Gi              | Ve              | Sa              | Do              | Lu              | Ma              | Me              | Gi              | Ve              | Sa              | Do              | Lu              | Ma              | Me              | Gi              | Ve              | Sa              | Do              | Lu              | Ma              | Me              |                 |
| Aprile          | Gi              | Ve              | Sa              | Do              | Lu              | Ma              | Me              | Gi              | Ve              | Sa              | Do              | Lu              | Ma              | Me              | Gi              | Ve              | Sa              | Do              | Lu              | Ma              | Me              | Gi              | Ve              | Sa              | Do              | Lu              | Ma              | Me              | Gi              | Ve              |                 |                 |
| Maggio          | Sa              | Do              | Lu              | Ma              | Me              | Gi              | Ve              | Sa              | Do              | Lu              | Ma              | Me              | Gi              | Ve              | Sa              | Do              | Lu              | Ma              | Me              | Gi              | Ve              | Sa              | Do              | Lu              | Ma              | Me              | Gi              | Ve              | Sa              | Do              | Lu              |                 |
| Giugno          | Ma              | Me              | Gi              | Ve              | Sa              | Do              | Lu              | Ma              | Me              | Gi              | Ve              | Sa              | Do              | Lu              | Ma              | Me              | Gi              | Ve              | Sa              | Do              | Lu              | Ma              | Me              | Gi              | Ve              | Sa              | Do              | Lu              | Ma              | Me              |                 |                 |
| Luglio          | Gi              | Ve              | Sa              | Do              | Lu              | Ma              | Me              | Gi              | Ve              | Sa              | Do              | Lu              | Ma              | Me              | Gi              | Ve              | Sa              | Do              | Lu              | Ma              | Me              | Gi              | Ve              | Sa              | Do              | Lu              | Ma              | Me              | Gi              | Ve              | Sa              |                 |
| Agosto          | Do              | Lu              | Ma              | Me              | Gi              | Ve              | Sa              | Do              | Lu              | Ma              | Me              | Gi              | Ve              | Sa              | Do              | Lu              | Ma              | Me              | Gi              | Ve              | Sa              | Do              | Lu              | Ma              | Me              | Gi              | Ve              | Sa              | Do              | Lu              | Ma              |                 |
| Settembre       | Me              | Gi              | Ve              | Sa              | Do              | Lu              | Ma              | Me              | Gi              | Ve              | Sa              | Do              | Lu              | Ma              | Me              | Gi              | Ve              | Sa              | Do              | Lu              | Ma              | Me              | Gi              | Ve              | Sa              | Do              | Lu              | Ma              | Me              | Gi              |                 |                 |
| Ottobre         | Ve              | Sa              | Do              | Lu              | Ma              | Me              | Gi              | Ve              | Sa              | Do              | Lu              | Ma              | Me              | Gi              | Ve              | Sa              | Do              | Lu              | Ma              | Me              | Gi              | Ve              | Sa              | Do              | Lu              | Ma              | Me              | Gi              | Ve              | Sa              | Do              |                 |
| Novembre        | Lu              | Ma              | Me              | Gi              | Ve              | Sa              | Do              | Lu              | Ma              | Me              | Gi              | Ve              | Sa              | Do              | Lu              | Ma              | Me              | Gi              | Ve              | Sa              | Do              | Lu              | Ma              | Me              | Gi              | Ve              | Sa              | Do              | Lu              | Ma              |                 |                 |
| Dicembre        | Me              | Gi              | Ve              | Sa              | Do              | Lu              | Ma              | Me              | Gi              | Ve              | Sa              | Do              | Lu              | Ma              | Me              | Gi              | Ve              | Sa              | Do              | Lu              | Ma              | Me              | Gi              | Ve              | Sa              | Do              | Lu              | Ma              | Me              | Gi              | Ve              |                 |